# Witte boogcotoneaster
De witte boogcotoneaster of witte boogmispel (Cotoneaster sternianus, basioniem: Cotoneaster franchetii var. sternianus Turrill) is een meestal groenblijvende struik, die behoort tot de rozenfamilie. 
De bladeren zijn groter (25-50 (60) mm lang) dan die van Cotoneaster franchetii. Verder heeft Cotoneaster franchetii langwerpigere vruchten, uniform roze of paarse helmknoppen en minder diep verzonken bladnerven. De soort komt van nature voor in China, Myanmar en Thailand en is in Nederland verwilderd. Het aantal chromosomen is 2n = 68.
Sommige auteurs onderscheiden var. sternianus, maar deze wordt meestal als een aparte soort beschouwd, namelijk Cotoneaster sternianus.)
De struik wordt 1-3 m hoog. De kastanjebruine takken zijn witachtig viltig behaard. Het donkergroene, elliptische tot breed ovale, leerachtige blad is (18–) 25–52 (–56) mm lang en (12–) 16–28 (–34) mm breed, heeft vier tot zes diep verzonken nerven en is aan de randen teruggeslagen. De bladbasis is stomp of wigvormig. De top is spits of toegespits. De achterkant van het blad is witachtig viltig behaard. De viltig behaarde bladsteel is 4-6 mm lang.
De witteboog cotoneaster bloeit in mei en juni met witte, witroze of rode, (5–) 6–7,5 mm grote bloemen. De bloeiwijze is 25-70 mm lang. De steeltjes zijn viltig behaard. De bloembeker is bekervormig en zijdeachtig viltig behaard. De kelkbladen zijn zijdeachtig viltig behaard. Er zijn per bloem twintig meeldraden met witte helmknoppen. De helmdraad is rood, maar de basis is roze of witachtig. Een bloem heeft twee tot vijf stijlen.
De vrucht is een helder oranje, glanzende, halfbolvormig tot meer plat bolvormige of bolvormige, 6–10 mm grote, behaarde steenvrucht. Per vrucht worden drie (soms twee) of vier (soms vijf) pitten gevormd. 

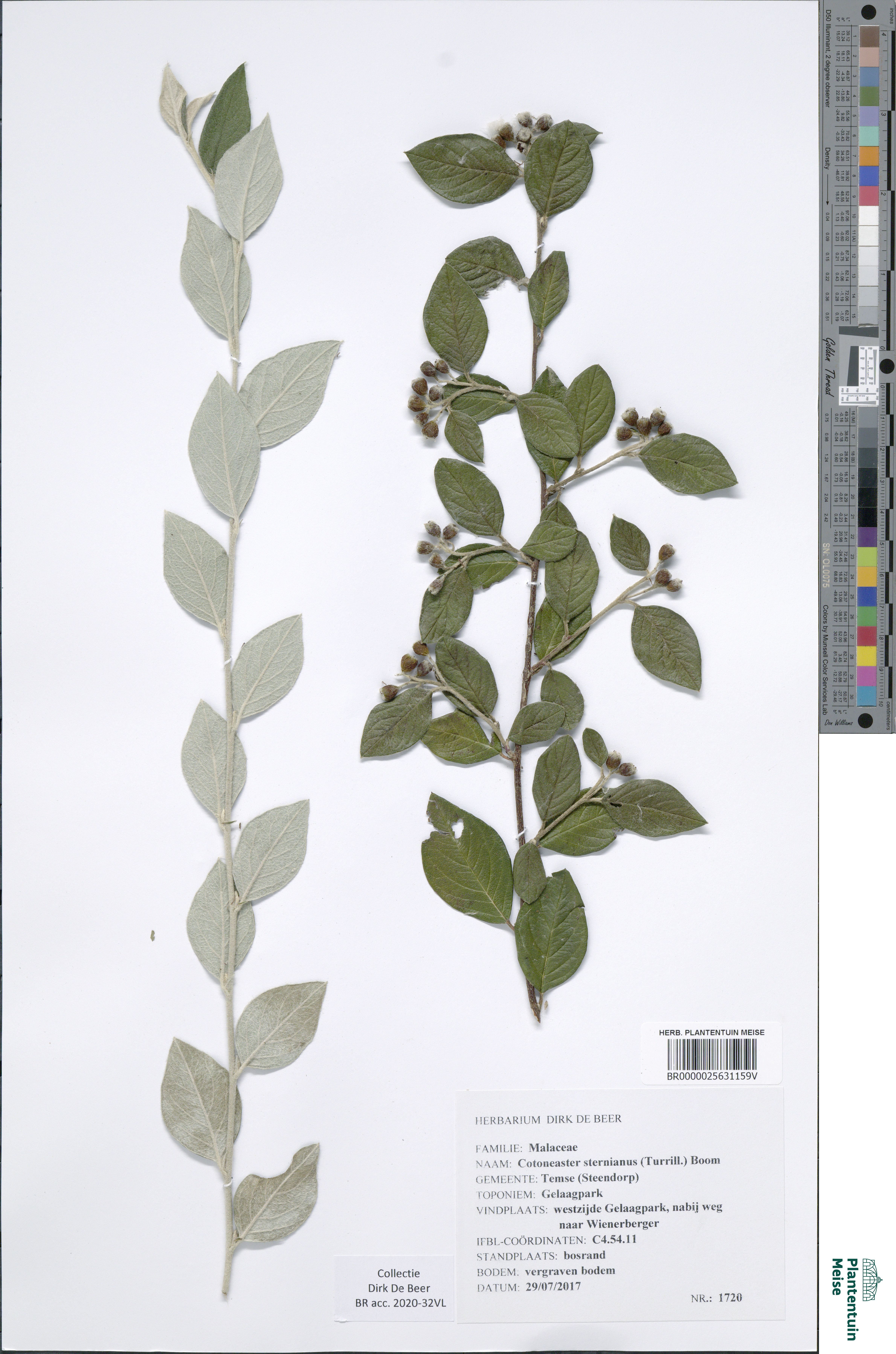
Tak en blad
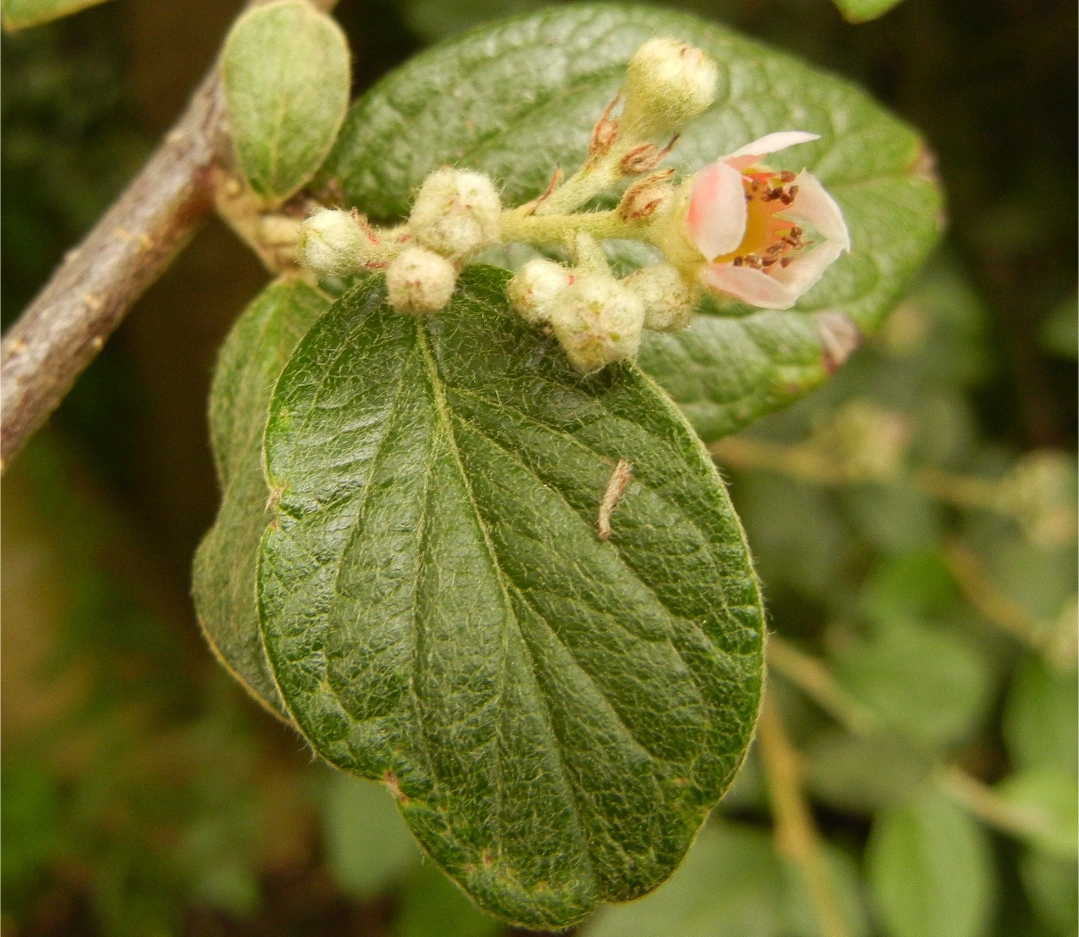
Bloem en voorkant blad
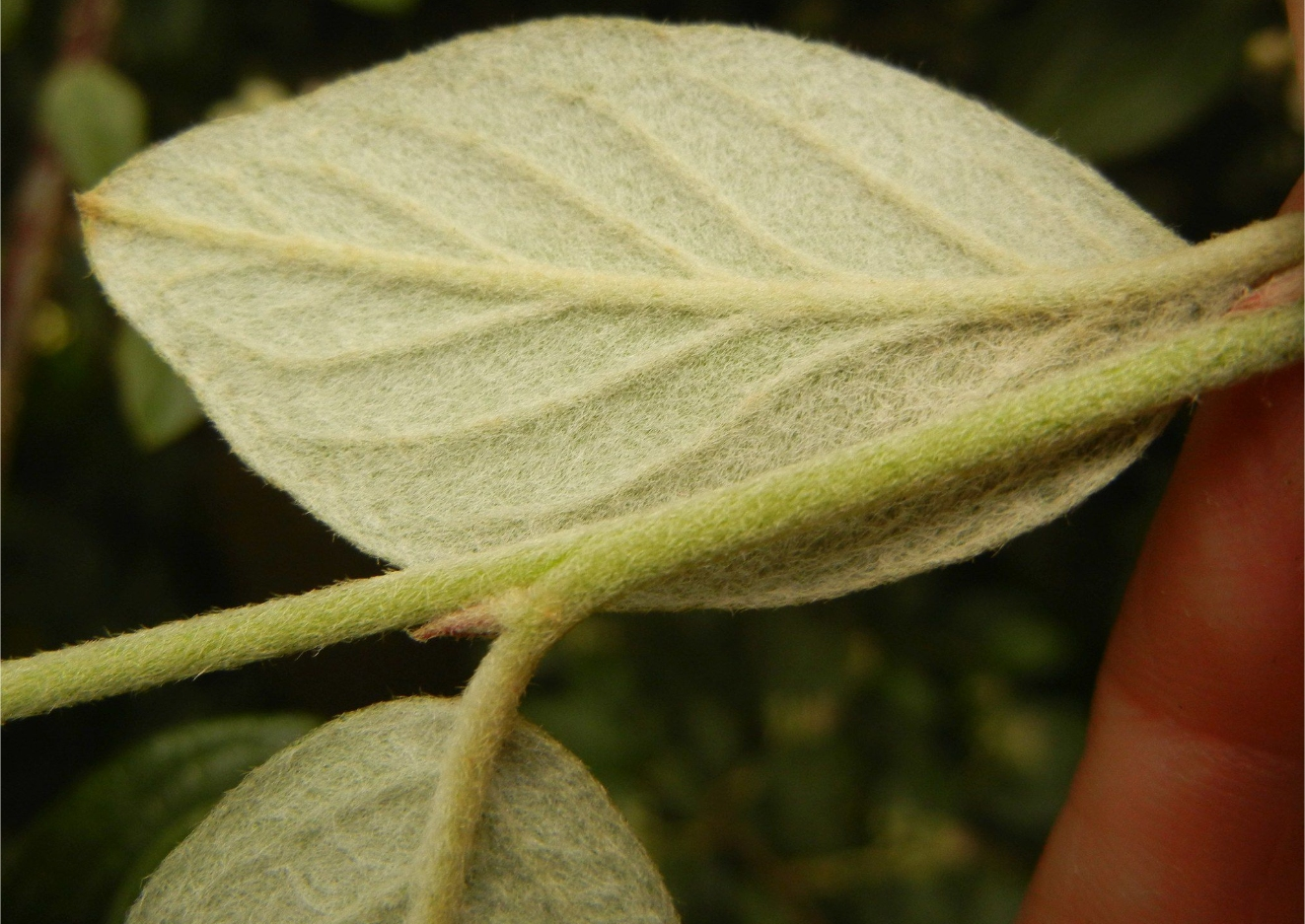
Achterkant blad
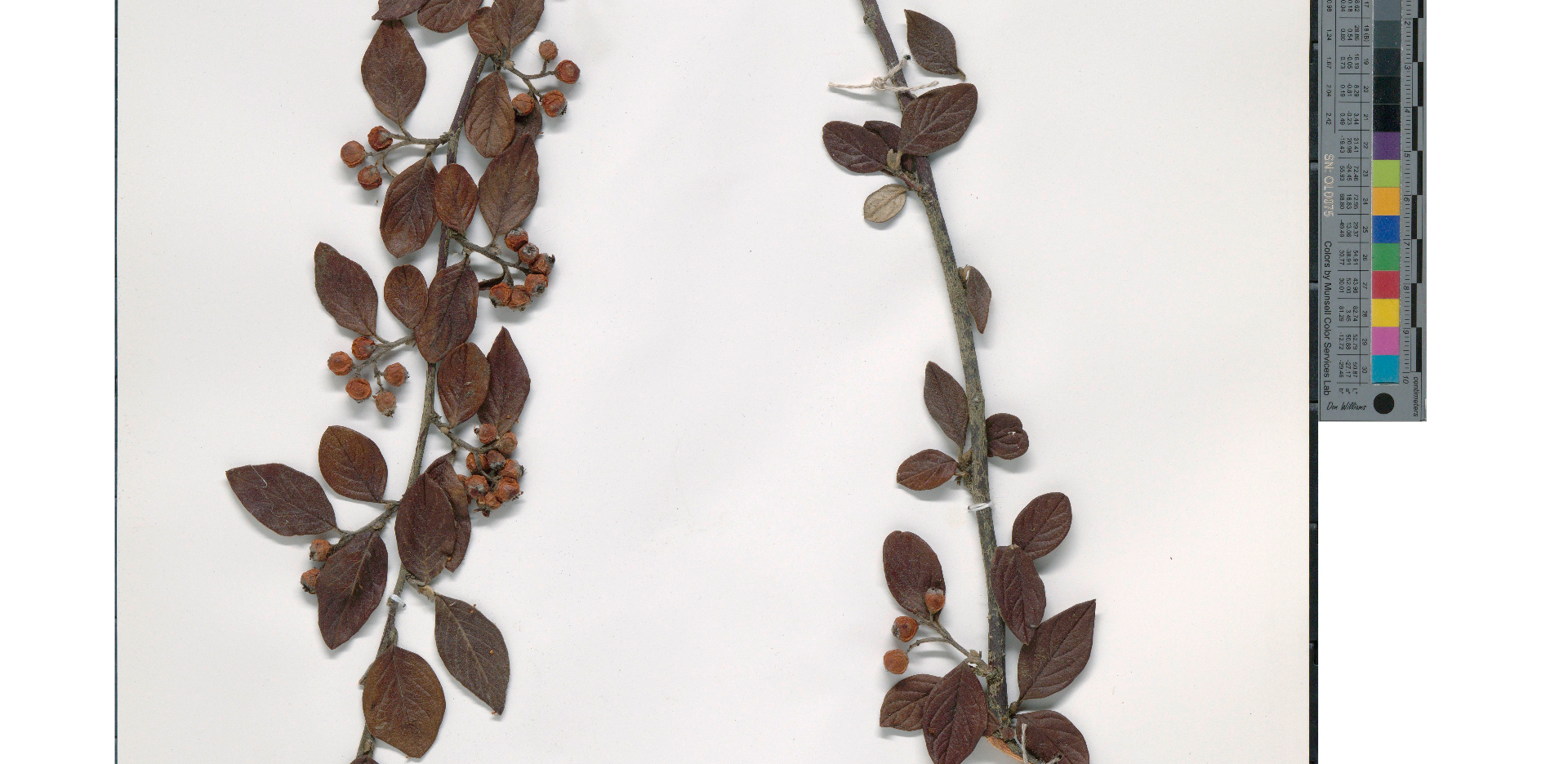
Vruchten

De witte boogcotoneaster komt voor op halfbeschaduwde tot beschaduwde plaatsen op meestal kalkrijke grond tussen struikgewas, langs heggen, bosranden en op stedelijk braakliggend terrein.